# مورارانو (آمباتولامپی)
مورارانو (به لاتین: Morarano) یک منطقهٔ مسکونی در ماداگاسکار است که در بخش امباتولامپی واقع شده‌است. مورارانو ۹٬۰۰۰ نفر جمعیت دارد و ۱٬۵۶۴ متر بالاتر از سطح دریا واقع شده‌است.